# Angelo Italia

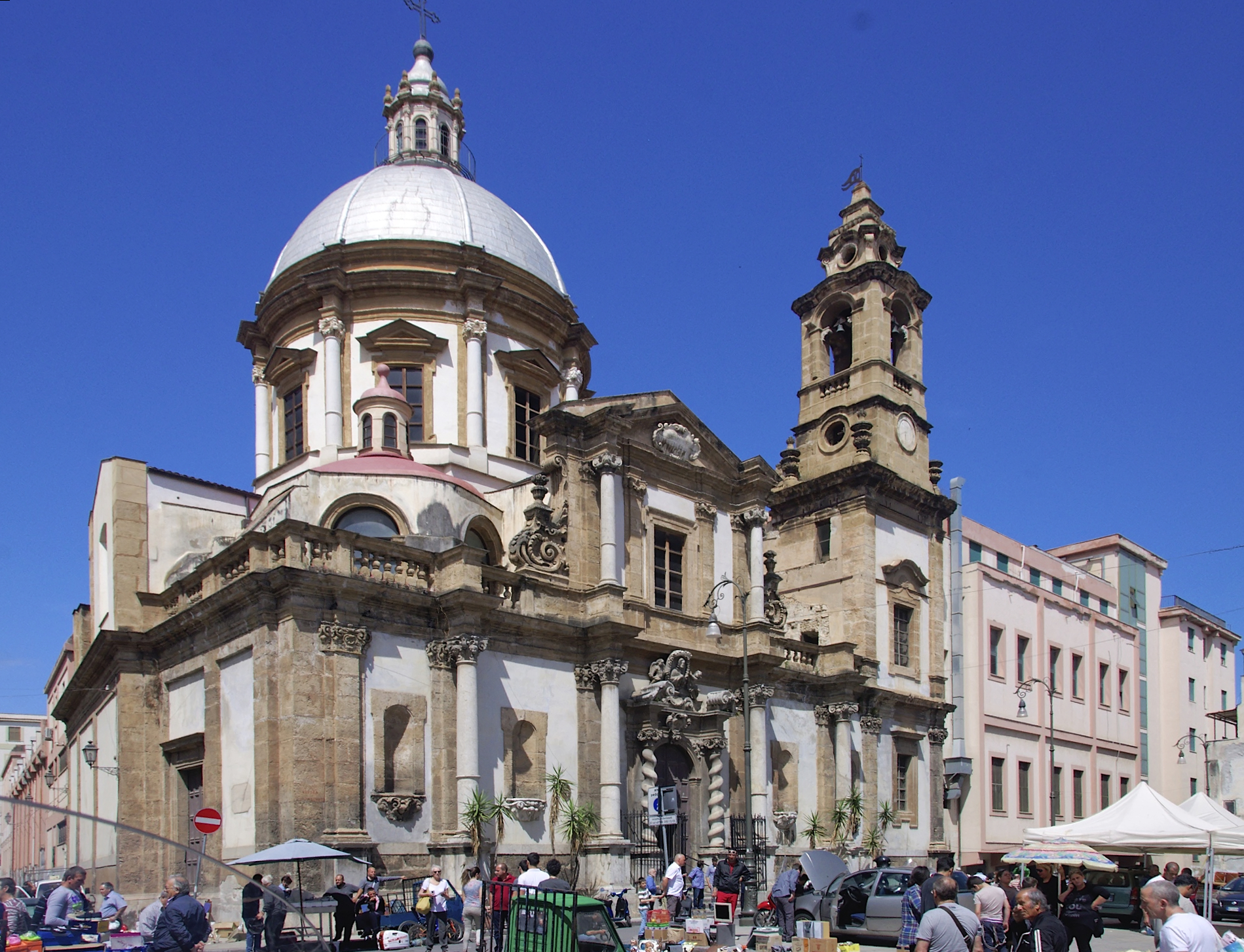
São Francisco Saverio, Palermo

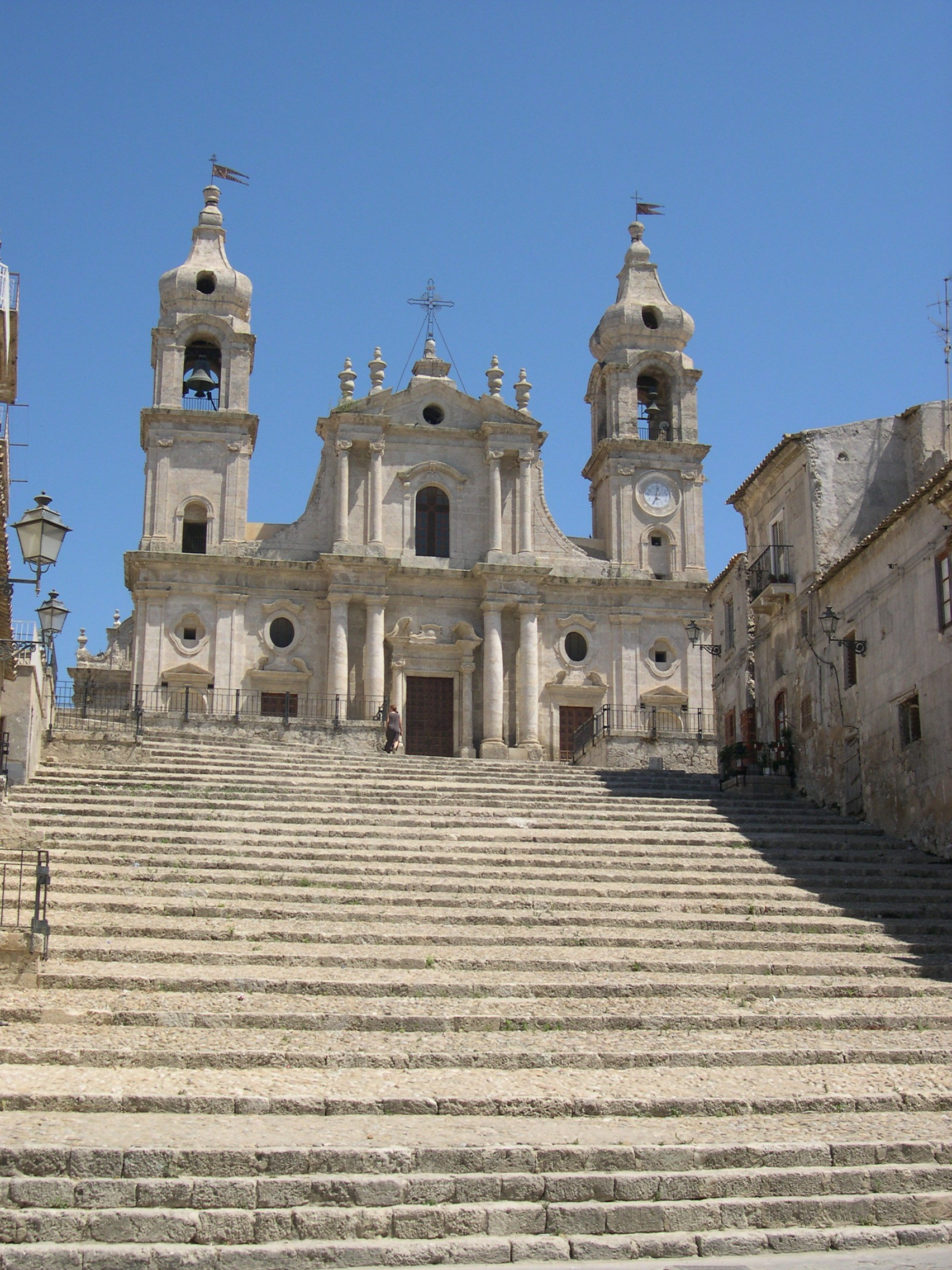
Chiesa Madre, Palma di Montechiaro, Sicília

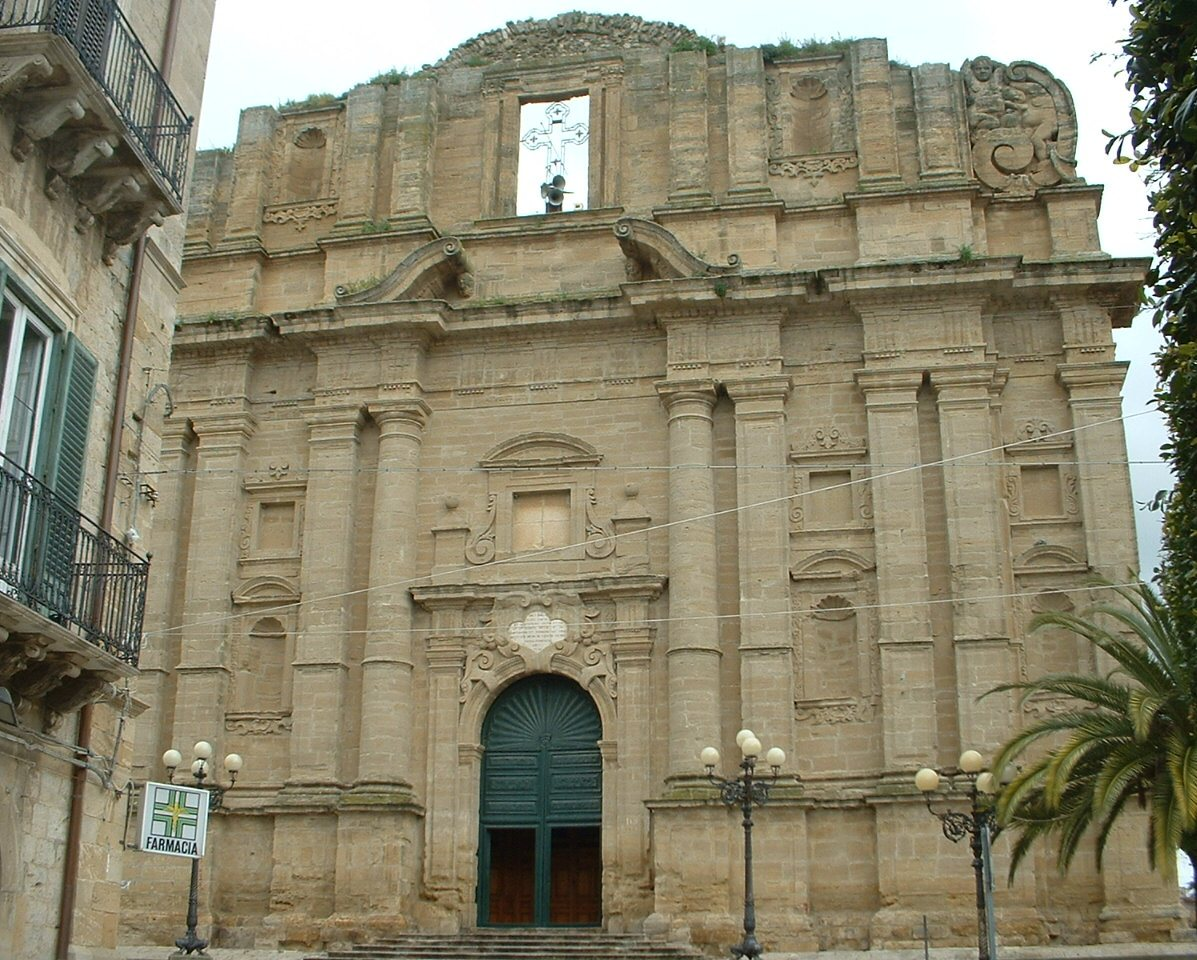
Mazzarino, fachada da Igreja Paroquial de Nossa Senhora das Neves

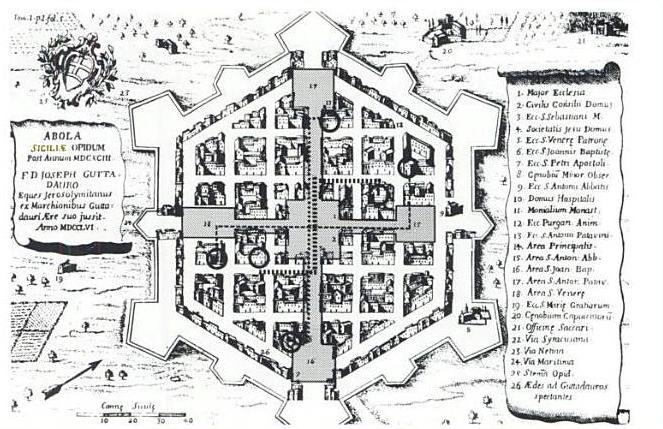
Impressão de 1756 mostrando o layout de Avola

Angelo Italia (8 de maio de 1628 – 5 de maio de 1700) foi um jesuíta italiano e arquiteto barroco, que nasceu em Licata e morreu em Palermo. Projetou várias igrejas na Sicília e mais tarde trabalhou na reconstrução de três cidades após o terremoto de 1693. O seu pai era mestre pedreiro em Licata, de quem recebeu formação técnica. O seu primeiro trabalho como arquiteto foi a construção da Igreja de Sant'Angelo Carmelitano em Licata, datada de 1653.

## Vida
Seu pai era um mestre pedreiro em Licata, de quem recebeu treinamento técnico. Seu primeiro trabalho como arquiteto foi a construção da Chiesa di Sant'Angelo Carmelitano em Licata, datada de 1653.
Em novembro de 1671, ingressou na ordem dos jesuítas aos 43 anos e após seu noviciado em Messina em 1671-1672 foi para o Colégio dos Jesuítas em Palermo. A originalidade de seus projetos para o Santíssimo Sacramento de Palermo e a igreja jesuíta de San Francesco da Saverio indica que é provável que seus estudos arquitetônicos o tenham levado a Roma, Nápoles e outras cidades italianas, e que ele estava familiarizado com as obras de Francesco Borromini, e Carlo Rainaldi e Pietro da Cortona. Ele viu o trabalho de Guarino Guarini em Messina em 1672 e isso o influenciou de forma decisiva. Ele também pode ter conhecido Borromini em Messina, já que o projeto incomum da Itália para o Colégio Jesuíta de Mazara del Vallo mostra a influência de Borromini.
Entre 1685 e 1692 esteve a serviço do poderoso e culto Carlo Carafa Branciforte, Príncipe de Butera, para a realização da Chiesa Santa Maria della Neve (Igreja de Santa Maria das Neves) em Mazzarino.
Após o devastador terremoto do leste da Sicília de 1693, a Itália projetou as cidades de Avola, depois Lentini e Noto. Esses três novos projetos de urbanização o estabelecem como a figura mais importante na reconstrução.

Ele permaneceu no leste da Sicília até retornar a Palermo em 1700, onde morreu.